# Nage libre (film)
Pour plus de détails, voir Fiche technique et Distribution.
Nage libre (en russe : Свободное плавание) est un film russe réalisé en 2006 par Boris Khlebnikov, un des cinéastes du groupe Nouveaux Calmes. La première a eu lieu le 10 juin 2006, lors du concours organisé par le festival Kinotavr.

## Synopsis
L'action se passe dans une petite ville de Russie sur les bords de la Volga, où chaque journée ressemble à la précédente. Lionia à 20 ans rêve toujours de trouver dans la vie ce qu'il n'avait pas encore connu la veille. Après la fermeture de son usine où il travaillait, il rencontre un vendeur de chaussures au marché local qui l'engage pour un job. Puis il s'essaye au métier de plâtrier. Mais aucun de ces nouveaux emplois ne lui conviennent  pour l'une ou l'autre raison. Après une visite au bureau local de recherche d'emploi, il se retrouve finalement dans une brigade de terrassiers qui réparent les rues de la ville près de son domicile. Il essaie de faire correctement son travail, mais il est encore trop jeune pour pouvoir satisfaire aux exigences des personnes qui l'emploient.

## Fiche technique
- Titre original : Свободное плавание, Svobodnoe plavanie
- Titre français : Nage libre
- Réalisation : Boris Khlebnikov
- Scénario : Boris Khlebnikov et Alexandre Rodionov
- Costumes : Svetlana Mikhaylova
- Photographie : Shandor Berkeshi
- Montage : Ivan Lebedev
- Musique : Toto Cutugno
- Pays d'origine : Russie
- Format : Couleurs - 35 mm - 1,37:1 - Dolby Digital
- Genre : comédie, romance
- Durée : 101 minutes
- Date de sortie :
  -  Russie : 10 juin 2006 (festival Kinotavr)

## Distribution
- Alexandre Yatsenko : Lionia
- Evgueni Syty| : le brigadier Roslov
- Piotr Zaïtchenko| : l'aîné dans la brigade des terrassiers
- Boris Petrov : le géant de la brigade des terrassiers[1]
- Daria Ekamassova : Khriocha

## Critique
Nancy Condee, professeur d'histoire du cinéma à l'Université de Pittsburgh, prend ce film comme un exemple parmi ceux des Nouveaux Calmes, groupe de cinéastes caractérisé par leur modération et leur sérénité à l'inverse d'Alexeï Balabanov. Ils tournent leurs films dans des petites villes de province russes, en montrant les paysages à travers le regard d'un pauvre bougre, comme ici Lionia.